# 中信建投证券
中信建投证券股份有限公司，簡稱中信建投证券股份和中信建投证券（英語：CSC Financial Co., Ltd.，港交所：6066，上交所：601066），是经中国证监会批准设立的全国性大型综合投資銀行

## 概况
中信建投证券的主要业务范围包证券承销与保荐、证券经纪、与证券交易和证券投资活动有关的财务顾问、证券投资咨询、证券自营、证券资产管理、证券投资基金代销、为期货公司提供中间介绍业务、融资融券业务、代销金融产品业务、期权做市业务、证券投资基金托管、销售贵金属制品以及监管部门批准的其它业务。
中信建投证券在2016年12月9日於港交所主板上市，股票代码 6066.HK，公司A股于2018年6月20日在上交所主板上市，股票代码 601066.SH。其主要股东有北京金融控股集团有限公司、中央汇金投资有限责任公司与中国中信股份有限公司。

## 历史
该公司前身为1992年于北京组建的华夏证券股份有限公司。华夏证券是中国证券市场早期的三大证券公司，另外两家是国泰证券（现在的国泰君安）和南方证券。

#### 华夏证券
华夏证券股份有限公司成立于1992年10月，是中国较早成立的全国性证券公司。下设91家营业部和24家证券服务部。
在经历快速发展期后，华夏证券陷入了和同行一样的噩梦。未加限制的扩张，投资于各类实业，之后又违规坐庄，之后更是深陷保底违规委托理财，给公司造成巨额亏损。除挪用客户保证金，华夏证券还在大规模对外融资，甚至增资扩股，由于财务成本过高，最终难以收拾。
2005年12月15日，中国证监会和北京市人民政府发文决定停止该公司及所属分公司、证券营业部和证券服务部的证券业务活动，撤销华夏证券公司的业务许可。
2005年8月，中信证券与中国建银投资有限责任公司共同出资筹建了中信建投证券有限责任公司（中信建投）受让华夏证券的全部证券业务及相关资产。华夏证券公司名称得到保留，但成为没有任何业务的壳公司，承接原华夏证券的债务。2008年8月，北京市二中院受理华夏证券股份有限公司破产清算申请，此案是该法院继中国科技证券公司破产立案后，受理的第二家证券公司破产清算案件。

#### 中信建投证券
2005年9月，由中信證券股份有限公司与中央汇金子公司中国建银投资有限责任公司（简称建银投资）共同46亿元人民币收购华夏证券全部证券业务以及相关资产参股筹建中信建投证券，双方分别持股占股60%和40%。
为避免同一股东旗下的证券公司间的关联交易与同业竞争，中国国务院2008年4月23日正式颁布《证券公司监督管理条例》后，证监会对证券行业提出了“一参一控”的政策要求，即一家机构或者受同一实际控制人控制的多家机构参股证券公司的数量不得超过两家，其中控股证券公司的数量不得超过一家。受此政策影响，中信证券于6月中旬依据资产评估结果、通过挂牌方式转让所持中信建投60%股权中的53%（中信证券仍保留7%），转让股权拆分成45%和8%两部分，挂牌价格分别为72.9亿元人民币和12.96亿元人民币。
2010年11月，中信证券发布公告，将其所持中信建投证券45%股权挂牌转让给北京国有资本经营管理中心。北京國有資本經營管理中心為中信建投證劵的最大股東。另外8%股权转让给世纪金源投资集团有限公司。中国建银将所持40%股份划转给中央汇金。
2016年12月9日，於港交所主板上市。
2018年6月20日，在上交所主板上市。
2020年下半年，有多个媒体报道中信证券母公司中信集团将作为主收购方，从中央汇金手中购买中信建投的股份，从而成为其最大股东，并推动中信证券和中信建投证券合并。但7月2日中信证券和中信建投证券双双发布公告，均表示未获悉上述传闻信息，并在7月5日再次发布澄清声明表示，公司未获取传闻相关信息，也不存在应披露而未披露的信息。
2020年10月19日，中国证监会出具《关于核准中信建投证券股份有限公司变更主要股东的批复》，核准北京金融控股集团有限公司作为中信建投主要股东的股东资格。本次无偿划转完成后，北京金控集团将直接持有中信建投26.84亿股A股股份，占中信建投总股本的35.11%，以当时股价计算该部分市值超过850亿元人民币。10月20日晚间，中信建投证券发布《关于国有股份无偿划转的提示性公告》，公司第一大股东北京国有资本经营管理中心拟将所持公司股份无偿划转至北京金控集团，后者将成为中信建投证券第一大股东。本次无偿划转未改变公司无控股股东、实际控制人的情况。
2021年7月24日，中国证券监督管理委员会发布《2021年证券公司分类结果》，共有103家券商参与。其中中信建投被评为AA级，与2020年持平。

### 子公司
- 中国建投期货有限公司（成立于1993年）
- 中国建投（国际）金融控股有限公司（成立于2012年）
- 中信建投资本管理有限公司（成立于2009年）
- 中信建投基金管理有限公司（成立于2013年）
- 中信建投投资有限公司（成立于2017年）

## 争议

### 实习生泄漏IPO材料事件
2024年7月26日，根据相关报道，抖音短视频上有用户上传“985大一投行实习的一天”视频中，泄露了包括“海柔创新项目”、“望圆科技先锋项目”、“国能信控技术股份有限公司”三份IPO文件。其中，望圆科技和国能信控，均为中信建投作为保荐人的IPO公司，正处在上市关键阶段。包括客户信息，以及监管的询证函，均出现在原视频中。中信建投证券对此回应财联社记者称，“视频内容涉及我司客户敏感信息，违反了我司合规管理规定。目前，我司已责令该学生终止研学，并按照公司相关规定对有关责任人启动问责程序。”中信建投证券表示，公司将举一反三，进一步加强内部管理，严肃纪律要求。 有博主称该实习生为华中科技大学体育学院学生，在刚刚结束的2024年亚洲大学生武术锦标赛上，获得了男子传统拳术金牌和传统单器械南刀银牌。26日晚，财联社记者连线采访该实习生，其表示，“近期，本人上传至公众媒体的个人生活视频，被不实猜测和杜撰。目前网上有关对本人身份的讨论，均为不实信息，本人父亲系王超，已退休。本人已经深刻认识自己行为过失，对自己的过失深表歉意。本人在发现自己的问题后，已第一时间将相关视频从个人账号上撤下，也恳请大家不要再转发，我会从中深刻反省，汲取教训，也恳请大家给予谅解！”
27日晚，中信建投证券发布声明称，近日，某高校学生王某某在中信建投证券研学期间拍摄视频引发社会关注，公司高度重视，第一时间成立工作组开展调查。经核实，该学生系华中科技大学大一学生，其父亲为非公职人员，从未在金融监管部门任职。经查，该学生进入公司研学系公司投行某团队负责人违规引入，公司已对该负责人作出撤职处分，并将对投行部门负责人严肃问责。就视频所涉及的公司客户信息，公司将尽力降低对客户的影响，切实维护客户权益。涉及员工工作笔记等信息，属常规尽职调查记录，经查不存在协助财务造假等情况，公司将随时接受监管部门的监督检查，确保业务行为依法合规。对于内部管理存在的问题和疏漏，公司将深刻总结、认真反思，扎实整改，并举一反三，进一步完善公司管理制度、内部控制和人员管理。

## 外部連結
- csc108.com（页面存档备份，存于）
- 中信建投证券股份有限公司2016年招股书 （页面存档备份，存于）